# 中津都市圏
中津都市圏（なかつとしけん）は、大分県中津市を中心として大分県北部から福岡県東部に広がる小都市圏（雇用圏）である。

## 概要
中津市は旧豊前国の城下町で、歴史的に求心力が強い。明治の廃藩置県によって旧豊前国は大分県と福岡県に分断されたが、両者は「福岡・大分県際間交流」を通してふたたび一体化を目指している。特に福岡県側の中津市への愛着はきわめて強く、吉富町や上毛町は中津市との越境合併を模索している。近年は福岡県宮若市および北九州空港が所在する京都郡苅田町に自動車関連企業が集積しており、中心都市である中津市にも2004年にダイハツ車体が操業を開始した。中津市と隣接する豊前市にもダイハツ車体の関連企業の進出が進んでおり、福岡県東部との経済関係はより密接になっていると言えよう。
また豊前市や吉富町、上毛町は市外局番も中津市と同一で、上毛町や吉富町では郵便番号「871-xxxx」も中津市と同一である。この地域から中津市の公立、私立高校に通う高校生も非常に多く、近年では上毛町にあった福岡県立築上東高校が統廃合で2005年に閉校したため、中津市の公立高校を受験する中学生も更に多くなっている。
なお、中津市は下関市、行橋市、直方市と並ぶ北九州都市圏の二次核（主要都市）の一つ。その都市圏は北九州都市圏の南東部に組み込まれる。また、大分市と北九州市の中間地点に位置することから、北大経済圏（北九州地域と大分県中・北部地域）の要としても期待される。

## 定義
一般的な都市圏の定義については都市圏を参照のこと。

### 「10%都市圏（通勤圏）」
中津市を中心とする都市雇用圏（10%通勤圏）の人口は約21万人（2010年国勢調査基準）。
都市雇用圏（10% 通勤圏）の変遷
- 10% 通勤圏に入っていない自治体は、各統計年の欄で灰色かつ「-」で示す。

| 県     | 自治体 ('80) | 1980年                | 1990年                | 1995年                 | 2000年                 | 2005年                 | 2010年                 | 自治体 （現在） |
| ------ | ------------ | --------------------- | --------------------- | ---------------------- | ---------------------- | ---------------------- | ---------------------- | --------------- |
| 福岡県 | 豊前市       | 行橋 都市圏           | -                     | 中津 都市圏 20万8986人 | 中津 都市圏 21万6597人 | 中津 都市圏 21万3620人 | 中津 都市圏 20万8901人 | 豊前市          |
| 福岡県 | 新吉富村     | 中津 都市圏 9万7817人 | 中津 都市圏 9万8866人 | 中津 都市圏 20万8986人 | 中津 都市圏 21万6597人 | 中津 都市圏 21万3620人 | 中津 都市圏 20万8901人 | 上毛町          |
| 福岡県 | 大平村       | 中津 都市圏 9万7817人 | 中津 都市圏 9万8866人 | 中津 都市圏 20万8986人 | 中津 都市圏 21万6597人 | 中津 都市圏 21万3620人 | 中津 都市圏 20万8901人 | 上毛町          |
| 福岡県 | 吉富町       | 中津 都市圏 9万7817人 | 中津 都市圏 9万8866人 | 中津 都市圏 20万8986人 | 中津 都市圏 21万6597人 | 中津 都市圏 21万3620人 | 中津 都市圏 20万8901人 | 吉富町          |
| 大分県 | 中津市       | 中津 都市圏 9万7817人 | 中津 都市圏 9万8866人 | 中津 都市圏 20万8986人 | 中津 都市圏 21万6597人 | 中津 都市圏 21万3620人 | 中津 都市圏 20万8901人 | 中津市          |
| 大分県 | 三光村       | 中津 都市圏 9万7817人 | 中津 都市圏 9万8866人 | 中津 都市圏 20万8986人 | 中津 都市圏 21万6597人 | 中津 都市圏 21万3620人 | 中津 都市圏 20万8901人 | 中津市          |
| 大分県 | 本耶馬渓町   | 中津 都市圏 9万7817人 | 中津 都市圏 9万8866人 | 中津 都市圏 20万8986人 | 中津 都市圏 21万6597人 | 中津 都市圏 21万3620人 | 中津 都市圏 20万8901人 | 中津市          |
| 大分県 | 耶馬渓町     | 中津 都市圏 9万7817人 | 中津 都市圏 9万8866人 | 中津 都市圏 20万8986人 | 中津 都市圏 21万6597人 | 中津 都市圏 21万3620人 | 中津 都市圏 20万8901人 | 中津市          |
| 大分県 | 宇佐市       | -                     | -                     | 中津 都市圏 20万8986人 | 中津 都市圏 21万6597人 | 中津 都市圏 21万3620人 | 中津 都市圏 20万8901人 | 宇佐市          |
| 大分県 | 院内町       | -                     | -                     | 中津 都市圏 20万8986人 | 中津 都市圏 21万6597人 | 中津 都市圏 21万3620人 | 中津 都市圏 20万8901人 | 宇佐市          |
| 大分県 | 安心院町     | -                     | -                     | -                      | 中津 都市圏 21万6597人 | 中津 都市圏 21万3620人 | 中津 都市圏 20万8901人 | 宇佐市          |
| 大分県 | 豊後高田市   | -                     | -                     | 中津 都市圏            | 中津 都市圏 21万6597人 | 中津 都市圏 21万3620人 | 中津 都市圏 20万8901人 | 豊後高田市      |
| 大分県 | 真玉町       | -                     | -                     | 中津 都市圏            | 中津 都市圏 21万6597人 | 中津 都市圏 21万3620人 | 中津 都市圏 20万8901人 | 豊後高田市      |
| 大分県 | 香々地町     | -                     | -                     | -                      | 中津 都市圏 21万6597人 | 中津 都市圏 21万3620人 | 中津 都市圏 20万8901人 | 豊後高田市      |
| 大分県 | 大田村       | -                     | -                     | 中津 都市圏            | 中津 都市圏 21万6597人 | -                      | -                      | 杵築市          |
| 大分県 | 杵築市       | -                     | -                     | -                      | -                      | -                      | -                      | 杵築市          |
| 大分県 | 山香町       | -                     | -                     | -                      | -                      | -                      | -                      | 杵築市          |
| 大分県 | 山国町       | -                     | -                     | -                      | 日田 都市圏            | 中津 都市圏            | 中津 都市圏            | 中津市          |

- 2005年3月1日：中津市が下毛郡の三光村、本耶馬渓町、耶馬溪町、山国町を編入合併した。
- 2005年3月31日：（旧）宇佐市、宇佐郡院内町、安心院町が対等合併して（新）宇佐市となった。
- 2005年3月31日：（旧）豊後高田市、西国東郡真玉町、香々地町が対等合併して（新）豊後高田市となった。
- 2005年10月1日：（旧）杵築市、速見郡山香町、西国東郡大田村が合併して（新）杵築市となった。
- 2005年10月11日：築上郡新吉富村と大平村が合併して上毛町となった。

### 行政の取り組み
中津市と宇佐市・豊後高田市・豊前市・築上町・上毛町・吉富町がそれぞれ協定を結び、九州周防灘地域定住自立圏を形成している。